# Eupelmus amillarus
Eupelmus amillarus is een vliesvleugelig insect uit de familie Eupelmidae. De wetenschappelijke naam is voor het eerst geldig gepubliceerd in 1838 door Walker.